# Georgii Yurii Pfeiffer
Georgii Pfeiffer também Yurii Pfeiffer (em ucraniano:  Гео́ргій (Ю́рій) Васи́льович Пфе́йффер; Guberniya de Poltava, 23 de dezembro de 1872 – Kiev, 10 de outubro de 1946) foi um matemático ucraniano e soviético, que trabalhou com equações diferenciais parciais.
Foi palestrante do Congresso Internacional de Matemáticos em Roma (1908).